# Зеркало Гезелла
Полупрозра́чное зе́ркало, зеркало Ге́зелла, зеркало-шпио́н — стекло, выглядящее как зеркало с одной стороны и как затемнённое стекло — с противоположной.

## Принцип действия
Полупрозрачное зеркало в действительности представляют собой пластину стекла, покрытое тонким полупрозрачным слоем металла так, что часть падающего на поверхность зеркала света отражается, а часть проходит насквозь. При этом проходящий свет проходит с одинаковым ослаблением в обоих направлениях.
Если таким стеклом отгородить хорошо освещённое помещение от слабо освещённого, то со стороны светлого помещения оно будет казаться зеркалом, а с другой стороны оно будет выглядеть затемнённым окном. Это объясняется тем, что со стороны освещённого помещения отражение будет маскировать свет, проходящий сквозь стекло из тёмного помещения. А со стороны тёмного помещения картина будет обратная: проходящий сквозь стекло свет будет более интенсивным, чем отражённый.

## Изобретение, изготовление
Использование первых полупрозрачных стёкол относят на счёт американского психолога А. Л. Гезелла. Впоследствии усовершенствованные полупрозрачные зеркальные стёкла получили его имя.
Одним из основных материалов напыляемого металла, используемых при изготовлении, является титан. Поскольку титан очень химически стойкий металл к атмосферным воздействиям, такие стёкла практически не имеют ограничений по применению в различных условиях. В зависимости от применяемых металлических примесей в сплаве и их оксидов получают разнообразные цвета зеркальных стёкол (голубое, бирюзовое, золотистое, синее, зелёное, стального цвета и др.) с различной степенью отражения.

## Использование
Такие стёкла часто используются архитекторами в конструкции новых зданий. Также они активно применяются для оборудования переговорных комнат, комнат служб безопасности, психологов (в особенности детских). Психологи наблюдают за детьми через зеркало Гезелла, не мешая им, что позволяет детям вести себя естественно, и позволяет верно оценить педагогическую ситуацию. Используют для солнцезащитных очков с зеркальным эффектом, и тонировки стёкол автомобиля.